# Saison 3 de Scooby-Doo : Agence Toutou Risques
Cet article présente le guide de la saison 3 de la série télévisée d'animation américaine Scooby-Doo : Agence Toutou Risques (A Pup Named Scooby-Doo).

## Épisode 1:Le Motard mystérieux
- Titre original : Night of the Boogey Biker
- Numéro(s) : 22 (3.1)
- Scénariste(s) :
- Réalisateur(s) :
- Diffusion(s) :
  -  États-Unis : 8 septembre 1990 sur ABC
- Invité(es) :
- Résumé :

## Épisode 2:Le Fantôme intergalactique
- Titre original : Dawn of the Spooky Space Shuttle Scare
- Numéro(s) : 23 (3.2)
- Scénariste(s) :
- Réalisateur(s) :
- Diffusion(s) :
  -  États-Unis : 15 septembre 1990 sur ABC
- Invité(es) :
- Résumé :

## Épisode 3:Le Gala de catch
- Titre original : Wrestle Maniacs
- Numéro(s) : 24 (3.3)
- Scénariste(s) :
- Réalisateur(s) :
- Diffusion(s) :
  -  États-Unis : 22 septembre 1990 sur ABC
- Invité(es) :
- Résumé :

## Épisode 4:Et voici le Moumoute Show
- Titre original : Horror of the Haunted Hairpiece
- Numéro(s) : 25 (3.4)
- Scénariste(s) :
- Réalisateur(s) :
- Diffusion(s) :
  -  États-Unis : 29 septembre 1990 sur ABC
- Invité(es) :
- Résumé :